# Ahmed Hussain
Ahmed Hussain Lala (* 1932; † 16. April 2021 in Bengaluru) war ein indischer Fußballspieler.

## Karriere
Ahmed Hussain spielte auf Vereinsebene für die Mannschaft der Hyderabad City Police und gewann mit dieser 1956 und 1957 die Santosh Trophy. Später war er in Kalkutta für den Mohun Bagan AC und den Mohammedan Sporting Club aktiv. Er gewann dreimal den Durand Cup.
Am 7. Dezember 1956 gegen Dänemark gab Hussain sein Debüt in der Nationalmannschaft Indiens. Wenig später bei den Olympischen Sommerspielen 1956 in Melbourne konnte das indische Team mit einem Sieg über Australien ins Halbfinale einziehen, dort unterlag man deutlich mit 1:4 gegen Jugoslawien. Im Spiel um Bronze kam auch Hussain erstmals im olympischen Turnier zum Einsatz, doch auch gegen Bulgarien unterlag die Mannschaft und wurde am Ende Vierter. Ebenfalls Vierter mit der Nationalmannschaft wurde Hussain bei den Asienspielen 1958 in Tokio.
Nach seiner Karriere wurde er Trainer der Sports Authority of India in Bengaluru. Dort verstarb Hussain im April 2021 im Alter von 89 Jahren an den Folgen einer COVID-19-Infektion.